# Blanche de Lancaster
Blanche de Lancaster, Ducesă de Lancaster (25 martie 1345 – 12 septembrie 1368) a fost nobilă engleză, fiica unuia dintre cei mai bogați și puternici nobili, Henry de Grosmont, Conte de Lancaster. A fost prima soție a lui Ioan de Gaunt, primul Duce de Lancaster și mama regelui Henric al IV-lea al Angliei. Soțul ei a fost al treilea fiu al regelui Eduard al III-lea al Angliei.
La 19 mai 1359, la catedrala Reading din Berkshire, Blanche s-a căsătorit cu vărul ei de-al treilea, Ioan de Gaunt, al treilea fiu al regelui Eduard al III-lea al Angliei și a soției acestuia, Filipa de Hainault. Întreaga familie regală a fost prezentă la nuntă iar regele a dăruit Blanchei cadouri scumpe de bijuterii.

## Familie
S-a căsătoeit cu Ioan de Lancaster și a avut copii;
- Filipa de Lancaster, Regină Consoartă a Portugaliei (31 Martie 1359 – 19 Iulie 1415).A fost căsătorită cu Ioan I, Rege al Portugaliei, cu care a avut 8 copii, printre care și Eduard, Rege al Portugaliei.
- Ioan de Lancaster (n.1362/1364).A murit în copilărie.
- Elizabeth de Lancaster, Ducesă de Exeter (21 Februarie 1363 – 24 Noiembrie 1464).A fost căsătorită de 3 ori și avut copii.
- Edward de Lancaster (1365).A murit  premature
- Ioan de Lancaster ( 4 Mai 1364). A murit prematur.
- Henric al IV-lea , Rege al Angliei ( 3 aprilie 1367, d. 20 martie 1413) .A preluat tronul de la Richard al III.
- Isabela de Lancaster (1368).A murit prematur.